# Luigi de Cambray Digny
Luigi de Cambray Digny (Firenze, 14 febbraio 1778 – Firenze, 20 febbraio 1843) è stato un architetto italiano, attivo soprattutto nella zona di Firenze.

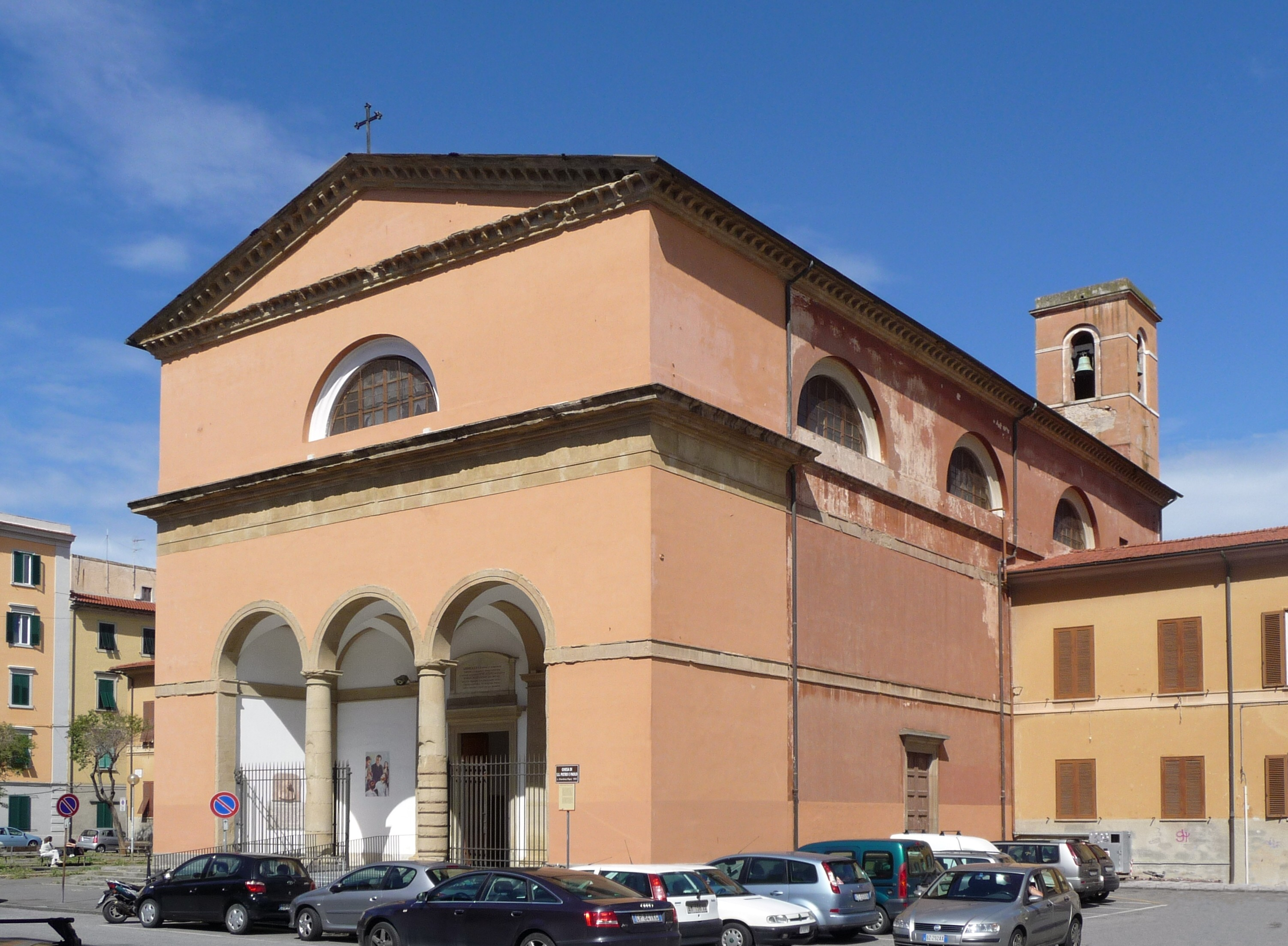
Chiesa dei Santi Pietro e Paolo, Livorno

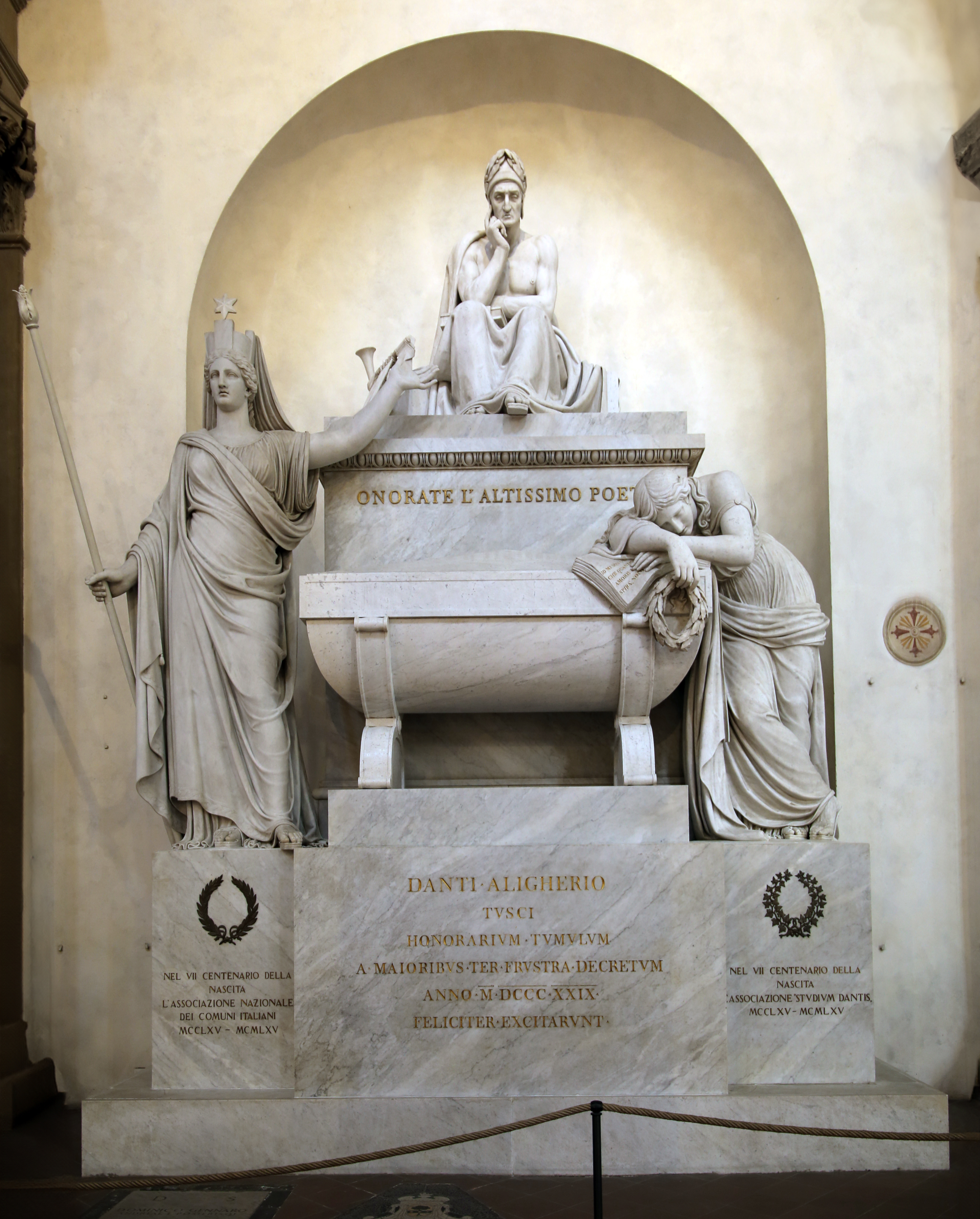
Cenotafio a Dante, Santa Croce

Fu tra gli architetti più attivi e seguiti tra gli anni dell'Occupazione francese e della Restaurazione.

## Biografia
Nacque da Francesco Ignazio de Cambray Digny e da Anna Taddei.
Ebbe la sua formazione all'Accademia di Belle Arti come allievo di Gaspare Maria Paoletti, ma fu molto influenzato anche dall'architettura francese, in particolare il neoclassicismo dell'era napoleonica.
Insegnò poi all'Accademia fiorentina e fu membro dell'Istituto di Francia e della romana Accademia di San Luca. Nel 1803 entrò a far parte dello Scrittoio delle Regie Fabbriche, diventando così importante da far chiudere gli occhi sul suo passato filofrancese ai Lorena rientrati in città dopo la cacciata, venendo nominato direttore delle fabbriche architettoniche granducali fino al suo ritiro per limiti d'età nel 1835. Ebbe anche il titolo onorario di Gonfaloniere di Firenze nel 1841-1842.
Tra le sue prime opere si ricordano il cenotafio a Dante Alighieri nella basilica di Santa Croce (con le sculture di Stefano Ricci, 1802), la trasformazione dell'Ex monastero di Sant'Anna sul Prato in edifici residenziali (compreso il Palazzo Sonnino, 1808), l'ampliamento e trasformazioni del convento dei Servi di Maria presso la basilica della Santissima Annunziata per il nuovo episcopio (1810), il Campo di Marte (1812, i rinnovamenti al Palazzo Orlandini del Beccuto, la riedificazione tra il Ponte Santa Trinita e il Lungarno Acciaiuoli con la demolizione dell'Arco dei Pizzicotti, la ristrutturazione degli Orti Oricellari, secondo un concetto legato alle idee massoniche e romantiche e i lavori al Giardino Torrigiani (1813).
Per l'esercito in quegli anni lavorò ai Corpi di Guardia di Porta alla Croce, ai quartieri militari nella Fortezza da Basso (1813-14), alla Cappella del Forte di Belvedere e al suo palazzo nel corso dei Tintori (1814).
Dopo il ritorno dei Lorena restaurò l'antico carcere delle Stinche, il Casino di San Marco, la dogana presso gli Uffizi (1815) e progettò l'utopica Dogana delle Filigare (1815-18), manifesto dell'architettura lorenese e fabbricato sulla strada che arrivava dal nord Italia e l'Europa.
Presso la villa di Pratolino costruì per i Demidoff il Casino di Montili, mentre a Scornio, presso Pistoia, disegnò i giardini della Villa Puccini. Al Prato di Firenze costruì la Loggia Reale (1820), dalla quale il Granduca e la sua corte assistevano alla Corsa dei Barberi.
Tra il 1822 e il 1827 si dedicò alla realizzazione della chiesa dell'Assunta a Montecatini Terme, demolita negli anni sessanta del Novecento. A Firenze ampliò via dei Calzaiuoli (1826-1840) e progettò i prolungamenti di via Sant'Anna e via San Leopoldo. Lavorò poi al Pubblico Macello (1827) e fece il progetto del Teatro Metastasio di Prato (1827-1830). Alcuni lavori furono eseguiti da Giuseppe Martelli, suo collaboratore in seno allo Scrittoio delle Regie Fabbriche.
A Livorno si occupò dei progetti, entrambi non realizzati, per l'ampliamento del Duomo e di un nuovo ospedale da costruire nell'area prossima al Cisternone o presso l'odierna piazza della Vittoria. Progettò la piazza del Casone (1828, ora piazza Cavour) e approntò il piano urbanistico per l'adiacente quartiere della cosiddetta Città Leopolda, con la chiesa dei Santi Pietro e Paolo (1828-35). In particolare quest'ultima è caratterizzata da una semplice facciata aperta da un portico con arcate a tutto sesto, che non rimandano alla tradizione romana, ma sembrano piuttosto avvicinarsi all'architettura toscana del Quattrocento, in quello che gli storici definiscono Classicismo della Restaurazione.
Negli ultimi anni fu gonfaloniere della città di Firenze, una carica che equivale a quella odierna di sindaco. Morì nel suo palazzo in Corso Tintori, una struttura da lui stesso rimaneggiata.

## Archivi personali
Carte di Luigi ed altre persone della famiglia Cambray Digny sono conservate presso la Biblioteca nazionale di Firenze e presso la Biblioteca Marucelliana